# 成定春彦
成定 春彦（なりさだ はるひこ、1973年 -）は、日本の推理作家。大阪府生まれ。デビュー当時、京都府長岡京市在住。
2001年、『HEAT』（応募時タイトル『熾闘』）が光文シエラザード文化財団主催の第4回日本ミステリー文学大賞新人賞で佳作となりデビューした（もう1人の佳作は菅野奈津、受賞該当作なし）。

## 作品リスト
- HEAT （2001年3月、光文社、ISBN 978-4334923327） - 第4回日本ミステリー文学大賞新人賞佳作
- 天狗 （2002年3月、光文社 カッパ・ノベルス、ISBN 978-4334074630）